# Градиње (Димитровград)
Градиње или Градина (буг. Градина) је насеље у Србији у општини Димитровград у Пиротском округу. Према попису из 2022. било је 128 становника.
Насеље се налази поред аутопута Ниш - Софија - Истанбул (Коридор 10) недалеко од границе Србија - Бугарска. Поред аутопута је етно ресторан "Хепи Старс", свратиште путника.

## Демографија
У насељу Градиње живи 149 пунолетних становника, а просечна старост становништва износи 53,1 година (52,0 код мушкараца и 54,3 код жена). У насељу је 2002. године било 84 домаћинства, а просечан број чланова по домаћинству био је 2,43.
Становништво у овом насељу веома је нехомогено, а у последња три пописа примећен је пад у броју становника.
|  |

| Демографија | Демографија | Демографија |
| Година      | Становника  | Становника  |
| ----------- | ----------- | ----------- |
| 1948.       | 553         |             |
| 1953.       | 461         |             |
| 1961.       | 380         |             |
| 1971.       | 320         |             |
| 1981.       | 282         |             |
| 1991.       | 250         | 246         |
| 2002.       | 204         | 212         |
| 2011.       | 161         |             |
| 2022.       | 128         |             |

| Година пописа     | 1948. | 1953. | 1961. | 1971. | 1981. | 1991. | 2002. |
| ----------------- | ----- | ----- | ----- | ----- | ----- | ----- | ----- |
| Број домаћинстава | 118   | 109   | 103   | 99    | 97    | 95    | 84    |

| Број чланова      | 1  | 2  | 3  | 4  | 5 | 6 | 7 | 8 | 9 | 10 и више | Просек |
| ----------------- | -- | -- | -- | -- | - | - | - | - | - | --------- | ------ |
| Број домаћинстава | 20 | 36 | 12 | 10 | 1 | 4 | 1 | 0 | 0 | 0         | 2,43   |

| Пол    | Укупно | Неожењен/Неудата | Ожењен/Удата | Удовац/Удовица | Разведен/Разведена | Непознато |
| ------ | ------ | ---------------- | ------------ | -------------- | ------------------ | --------- |
| Мушки  | 92     | 27               | 58           | 6              | 1                  | 0         |
| Женски | 92     | 11               | 59           | 22             | 0                  | 0         |
| УКУПНО | 184    | 38               | 117          | 28             | 1                  | 0         |

| Пол    | Укупно                    | Пољопривреда, лов и шумарство | Рибарство                            | Вађење руде и камена | Прерађивачка индустрија       |
| ------ | ------------------------- | ----------------------------- | ------------------------------------ | -------------------- | ----------------------------- |
| Мушки  | 35                        | 2                             | 0                                    | 0                    | 11                            |
| Женски | 20                        | 1                             | 0                                    | 0                    | 8                             |
| УКУПНО | 55                        | 3                             | 0                                    | 0                    | 19                            |
| Пол    | Производња и снабдевање   | Грађевинарство                | Трговина                             | Хотели и ресторани   | Саобраћај, складиштење и везе |
| Мушки  | 2                         | 1                             | 3                                    | 0                    | 5                             |
| Женски | 2                         | 0                             | 3                                    | 1                    | 0                             |
| УКУПНО | 4                         | 1                             | 6                                    | 1                    | 5                             |
| Пол    | Финансијско посредовање   | Некретнине                    | Државна управа и одбрана             | Образовање           | Здравствени и социјални рад   |
| Мушки  | 0                         | 0                             | 2                                    | 2                    | 1                             |
| Женски | 0                         | 0                             | 2                                    | 0                    | 3                             |
| УКУПНО | 0                         | 0                             | 4                                    | 2                    | 4                             |
| Пол    | Остале услужне активности | Приватна домаћинства          | Екстериторијалне организације и тела | Непознато            | Непознато                     |
| Мушки  | 1                         | 0                             | 0                                    | 5                    | 5                             |
| Женски | 0                         | 0                             | 0                                    | 0                    | 0                             |
| УКУПНО | 1                         | 0                             | 0                                    | 5                    | 5                             |

| Етнички састав према попису из 2002.‍ | Етнички састав према попису из 2002.‍ | Етнички састав према попису из 2002.‍ | Етнички састав према попису из 2002.‍ | Етнички састав према попису из 2002.‍ |
| ------------------------------------ | ------------------------------------ | ------------------------------------ | ------------------------------------ | ------------------------------------ |
|                                      |                                      |                                      |                                      |                                      |
| Бугари                               | Бугари                               |                                      | 114                                  | 55,88%                               |
| Срби                                 | Срби                                 |                                      | 48                                   | 23,52%                               |
| непознато                            | непознато                            |                                      | 1                                    | 0,49%                                |

| Етнички састав према попису из 2022.‍ | Етнички састав према попису из 2022.‍ | Етнички састав према попису из 2022.‍ | Етнички састав према попису из 2022.‍ | Етнички састав према попису из 2022.‍ |
| ------------------------------------ | ------------------------------------ | ------------------------------------ | ------------------------------------ | ------------------------------------ |
|                                      |                                      |                                      |                                      |                                      |
| Бугари                               | Бугари                               |                                      | 59                                   | 46,1%                                |
| Срби                                 | Срби                                 |                                      | 29                                   | 22,6%                                |
| Роми                                 | Роми                                 |                                      | 5                                    | 3,9%                                 |
| неизјашњени                          | неизјашњени                          |                                      | 33                                   | 25,8%                                |